# Rolleboise
Rolleboise es una comuna francesa situada en el departamento de Yvelines, en la región de Isla de Francia.

## Demografía
| 403 | 435 | 457 | 371 | 461 | 401 | 367 |
| Para los censos de 1962 a 1999 la población legal corresponde a la población sin duplicidades (Fuente: INSEE [Consultar]) |     |     |     |     |     |     |